# أريغارون إنشي
أريغارون إنشي (الاسم العلمي:Erigeron uncialis) هو نوع من النباتات يتبع جنس الأريغارون من الفصيلة النجمية.